# NGC 1516
NGC 1516 è una coppia di galassie interagenti situata nella costellazione dell'Eridano, a una distanza di circa 55 milioni di anni luce dalla nostra Via Lattea.

## Scoperta
La galassia è stata scoperta il 30 gennaio 1786 dall'astronomo britannico di origine tedesca William Herschel, che tuttavia con la strumentazione a sua disposizione aveva visto un solo oggetto che venne registrato nel New General Catalogue come NGC 1516. Circa un secolo più tardi, il 31 dicembre 1885, Ormond Stone fece una nuova osservazione e scoprì che si trattava in realtà di due galassie, ma riportò la posizione con un errore per cui le due galassie vennero inserite nel New General Catalogue come due oggetti nuovi e registrati con i codici NGC 1524 e NGC 1525.